# Automolus ochrolaemus
Automolus ochrolaemus là một loài chim trong họ Furnariidae.